# Фридрих Вилхелм фон Шверин
Фридрих Вилхелм фон Шверин (на немски: Friedrich Wilhelm Graf von Schwerin; * 28 юли 1678, Берлин; † 6 август 1727, Валслебен) от Мекленбург-Померанската фамилия „фон Шверин“, е граф на Шверин и наследствен кемерер на Маркграфство Бранденбург.

## ПРоизход
Той е син на пруския дипломат граф Ото фон Шверин (1645 – 1705) и съпругата му фрайин Ирмгард Мария Квад фон Викрат (1651 – 1730), дъщеря на фрайхер Вилхелм Томас Квад фон Викрат († 1670) и Мария Торк, наследничка на Недерхемерт и Делвижнен († 1654). Внук е на фрайхер Ото фон Шверин (1616 – 1679) и първата му съпруга Елизабет София фон Шлабрендорф (1620 – 1656).
Брат е на граф Ото фон Шверин (1684 – 1745) и Луиза Шарлота фон Шверин (1672 – 1748), омъжена I. на 12 май 1691 г. за фрайхер Йохан Зигизмунд фон Хайден († 1724) и II. през 1726 г. за Дионисиус Георг Йоахим фон Бланкенбург цу Фридланд († 1745 в битка).

## Фамилия
Първи брак: на 17 декември 1704 г. с фрайин Шарлота Луиза фон Хайден (* 1678; † 11 април 1732), дъщеря на пруския генерал на кавалерията фрайхер Йохан Зигизмунд Вилхелм фон Хайден (1641 – 1724) и Анна Луиза (Мария) Квад фон Томбург/фон Ландскрон (1659 – 1687). Те имат осем деца:
- Фридрих фон Шверин (* 21 май 1709)
- Лудвиг Ото Зигизмунд фон Шверин (* 21 ноември 1710; †18 декември 1778), женен I. за Флорентина Конкордия фон Шмиден (* 27 февруари 1718; † 11 август 1777), II. на 21 ноември 1757 г. за Фридерика Шарлота Барнхардина фон Шметов (* 1 ноември 1739; † 17 декември 1772)
- София Каролина фон Шверин (* 20 юни 1712)
- Доротея Луиза Албертина фон Шверин (* 12 август 1713, Берлин; † 22 ноември 1787, Карвинден), омъжена на 30 ноември 1752 г. във Волфсхаген за бургграф и граф Карл Флорус фон Дона-Шлодиен (* 6 декември 1693, Хунген; † 29 юли 1765, Шлодиен), син на граф и бургграф Кристоф I фон Дона-Шлодиен (1665 – 1733) и графиня и бургграфиня Фридерика Мария фон Дона-Шлобитен (1660 – 1729)
- Фридрих Александер фон Шверин (* 21 октомври 1714), женен за Агнес Шарлота Кристиана Вилхелмина фон Шметов
- Леополд Фердинанд фон Шверин (* 22 декември 1716, Берлин; † 18 ноември 1757, Берлин), женен на 29 май 1752 г. в Дирдорф за графиня София Хенриета Амалия фон Вид-Рункел (* 22 февруари 1731; † 24 февруари 1799), дъщеря на граф Йохан Лудвиг Адолф фон Вид-Рункел (1705 – 1762) и графиня Кристиана Луиза от Източна Фризия (1710 – 1732)
- Ойген фон Шверин (* 1717)
- Вилхелм фон Шверин (* пр. 8 март 1721)

Втори брак: на 6 декември 1725 г. в Кьонигсберг с бургграфиня и графиня Амалия Луиза фон Дона-Шлобитен (* 22 май 1686, Стокхолм; † 23 септември 1757, Елбинг), вдовица на граф Ото Магнус фон Дьонхоф (1665 – 1717), дъщеря на бургграф и граф Александер фон Дона-Шлобитен (1661 – 1728) и бургграфиня и графиня Амалия Луиза фон Дона-Карвинден (1661 – 1724). Те имат един син:
- Вилхелм Карл Емилиус фон Шверин (* 6 октомври 1727, Валслебен; † 29 април 1789, Кьонигсберг), неженен